# Daniel Hemetsberger

Daniel Hemetsberger, né le 23 mai 1991 à Vöcklabruck, est un  skieur alpin autrichien.

## Biographie
Il fait ses débuts en Coupe d'Europe dès 2008. Durant la décennie qui suit, il y obtient de bons résultats en super G et en descente avec 6 podiums dont une victoire.
En mars 2014, il est sacré Champion d'Autriche de super G à Innerkrems. 
Il subit de nombreuses blessures au cours de sa carrière dont la dernière en 2018 avec notamment une 4e rupture d'un ligament croisé.
En 2020 il décroche la 3e place du classement de la coupe d'Europe de descente.
L'année suivante, il réalise ses 2 premiers tops-10 en descente de Coupe du monde avec une 9e place à Garmisch et une 10e à Kitzbühel.
Il obtient son premier podium le 23 janvier 2022 en terminant troisième de la descente de Kitzbühel, après avoir pris la 4e place des descentes de Bormio et Wengen. Finalement il prend à une très bonne 8e place au classement général de la Coupe du monde de descente 2021-2022.
En février 2022, il est sélectionné pour ses premiers Jeux olympiques, à Pékin. Il se classe 21e de l'épreuve de descente.
Sur la saison 2022-2023, il obtient 2 podiums (en novembre 2022 2e de la descente de Lake Louise et 3e de celle de Copper Mountain) et 2 quatrièmes places en coupe du monde. En février 2023, il participe à ses premiers championnats du monde à Courchevel. Il y termine 14e de la descente et du super G. Il finit à la 8e du classement général de la coupe du monde de super G et à la 9e place du classement de la descente.
La saison suivante, il obtient un nouveau podium avec sa seconde place au super G de coupe du monde de Val Gardena en décembre 2023.
Pour la saison 2024-2025, il obtient son meilleur résultat en coupe du monde ave une 4e place fin janvier sur la descente de Kitzbühel. En février il participe à ses seconds championnats du monde à Saalbach. Il s'y classe 7e de la descente et 5e du combiné par équipes (il forme l'équipe d'Autriche 2 avec Fabio Gstrein).

## Palmarès

### Jeux olympiques
| Épreuve / Édition | Descente |
| JO 2022 Pékin     | 21e      |

### Championnats du monde
| Édition / Epreuve        | Descente | Super G | Slalom géant | Slalom | Combiné par équipes | Parallèle | Team event |
| Mondiaux 2023 Courchevel | 14e      | 14e     | -            | -      | -                   | -         | -          |
| Mondiaux 2025 Saalbach   | 7e       | -       | -            | -      | 5e                  | -         | -          |

### Coupe du monde
- 69 épreuves disputées
- Meilleur classement général : 16e en 2023 avec 414 points.
- Meilleur classement de descente : 8e en 2022 avec 346 points.
- Meilleur classement de super G : 8e en 2023 avec 175 points.
- 4 podiums.

#### Classements
| Saison / Épreuve | Saison / Épreuve | Général | Général | Descente | Descente | Super G | Super G | Géant  | Géant  | Slalom | Slalom | Combiné | Combiné |
| ---------------- | ---------------- | ------- | ------- | -------- | -------- | ------- | ------- | ------ | ------ | ------ | ------ | ------- | ------- |
| Saison / Épreuve | Saison / Épreuve | Class.  | Points  | Class.   | Points   | Class.  | Points  | Class. | Points | Class. | Points | Class.  | Points  |
| 2020             | 2020             | 133e    | 16      | 46e      | 16       | -       | -       | -      | -      | -      | -      | -       | -       |
| 2021             | 2021             | 64e     | 127     | 22e      | 86       | 32e     | 41      | -      | -      | -      | -      | -       | -       |
| 2022             | 2022             | 18e     | 346     | 8e       | 346      | -       | -       | -      | -      | -      | -      | -       | -       |
| 2023             | 2023             | 16e     | 414     | 9e       | 239      | 8e      | 175     | -      | -      | -      | -      | -       | -       |
| 2024             | 2024             | 59e     | 120     | 43e      | 26       | 21e     | 94      | -      | -      | -      | -      | -       | -       |
| 2025             | 2025             | 43e     | 209     | 17e      | 122      | 23e     | 87      | -      | -      | -      | -      | -       | -       |

### Coupe d'Europe
26 tops-10 dont 7 podiums et 1 victoire en janvier 2018 à Saalbach

#### Classements
| Saison / Épreuve | Saison / Épreuve | Général | Général | Descente | Descente | Super G | Super G | Géant  | Géant  | Slalom | Slalom | Combiné | Combiné |
| ---------------- | ---------------- | ------- | ------- | -------- | -------- | ------- | ------- | ------ | ------ | ------ | ------ | ------- | ------- |
| Saison / Épreuve | Saison / Épreuve | Class.  | Points  | Class.   | Points   | Class.  | Points  | Class. | Points | Class. | Points | Class.  | Points  |
| 2020             | 2020             | 11e     | 327     | 3e       | 226      | 15e     | 101     | -      | -      | -      | -      | -       | -       |
| 2021             | 2021             | 45e     | 160     | -        | -        | 10e     | 160     | -      | -      | -      | -      | -       | -       |